# Centro de convenciones de San Diego

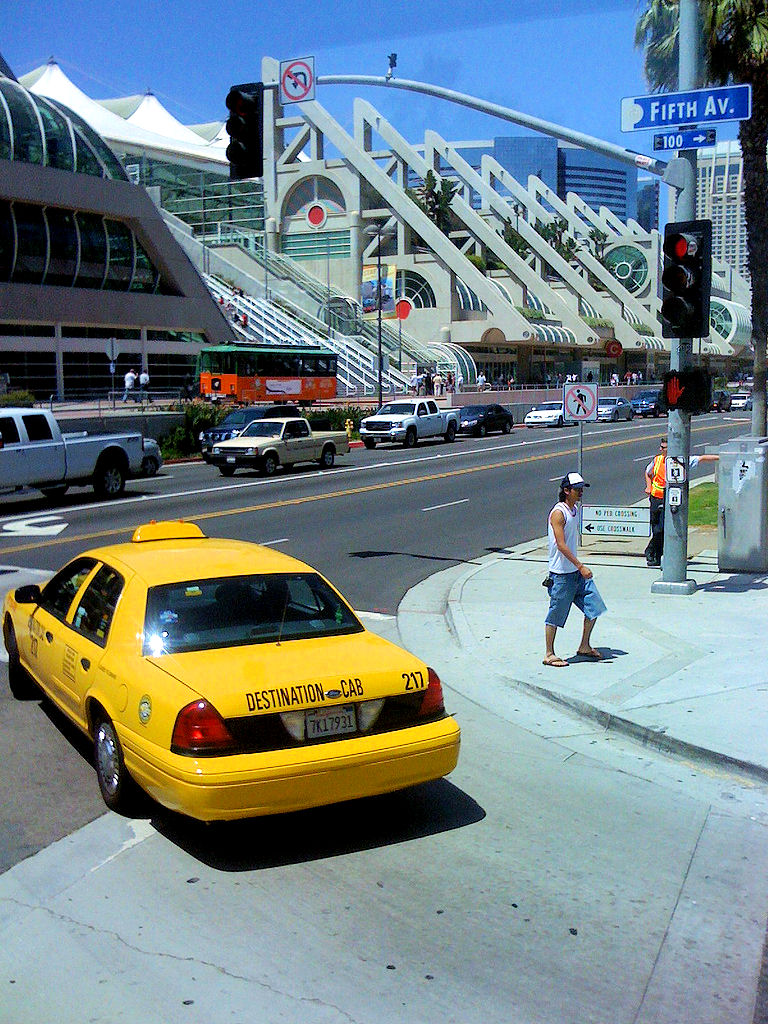
Vista del Centro de Convenciones desde la Quinta Avenida.

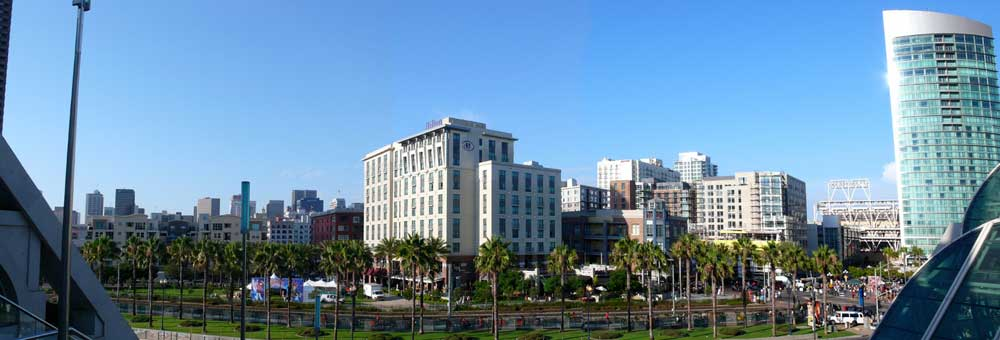
Vista panorámica del Gaslamp Quarter desde el centro de convenciones, con el Hilton Gaslamp Quarter en el centro y el Petco Park y el Metropolis junto con el Omni Hotel al fondo a la derecha.

El Centro de Convenciones de San Diego es el principal centro de convenciones para la ciudad de San Diego, California. Está localizado en el Distrito de la Marina del Centro de San Diego cerca del Gaslamp Quarter, en 111 West Harbor Drive. El centro es manejado por la Corporación del Centro de Convenciones de San Diego, una organización sin fines de lucro. 
El centro de convenciones tiene un área de 525,701 pies cuadrados (48,839 metros cuadrados) para espacio de exhibiciones. Al 2005 era el 21 centro de Convenciones más grande en América del Norte. Fue diseñado por el arquitecto canadiense Arthur Erickson.
La parte más distinguida del centro de convenciones es el Sails Pavilion y su corredor central. El techo del corredor consiste de teflón recubierto con velas de fibra de vidrio para reflejar la historia marítima de San Diego, y también para mostrar la proximidad de las costas de San Diego.

## Historia
Los votantes de San Diego aprobaron una ley para la construcción de un centro de convenciones en 1983 en un terreno propiedad del Puerto de San Diego. La construcción del edificio original empezó en 1987 y fue completado en noviembre de 1989. En 2001 se hizo una expansión en la cual se dobló la capacidad en área. 
El centro de convenciones ha sido lugar de eventos notables como la anual Convención Internacional de Cómics de San Diego, más conocida como Comic-Con, la conferencia anual de hackers ToorCon, Wizards of the Coast para Intercambio de Tarjetas de Pokémon y por ser sede de un episodio del programa televisivo Antiques Roadshow. El juego de televisión Wheel of Fortune también se filmó en vivo en el Centro de Convenciones con participantes del área de San Diego y salió al aire en 1997, 2003 y 2007. También fue la sede para la Convención Nacional Republicana de 1996.